# Şahmansurlu
Şahmansurlu (armeniska: Շահմասուր, Shahmasur, azerbajdzjanska: Şahmasur) är en ort i Azerbajdzjan.   Den ligger i distriktet Kəlbəcər Rayonu, i den centrala delen av landet, 280 km väster om huvudstaden Baku. Şahmansurlu ligger 1 110 meter över havet och antalet invånare är 139.
Terrängen runt Şahmansurlu är kuperad åt sydost, men åt nordväst är den bergig. Runt Şahmansurlu är det ganska glesbefolkat, med 32 invånare per kvadratkilometer.. Närmaste större samhälle är Vanklu, 2,1 km väster om Şahmansurlu. 
I omgivningarna runt Şahmansurlu växer i huvudsak lövfällande lövskog.